# بوگدان ایلی
بوگدان ایلی (زاده ۳۰ اکتبر ۱۹۹۹) یک فوتبالیست حرفه‌ای رومانیایی است که به عنوان مدافع برای تیم لیگ یک آکادمیکا کلینسنی بازی می‌کند.